# Bob Verly
Bob Verly is een personage uit de Vlaamse ziekenhuisserie Spoed dat werd gespeeld door Gert Lahousse. Hij was een vast personage van 2000 tot 2001 en van 2002 tot 2006.

## Personage
Bob wordt aangesteld (in seizoen 1) om verpleegster Anouk Van Diest te vervangen die door Luc is overgeplaatst naar het St. Elisabeth. Hij wordt verliefd op dokter Barbara Dufour, de liefde is wederzijds en hij trekt bij Babs en haar vriendin Anneke in. Later (aan het einde van seizoen 3) gaan Babs en Bob samen naar de Ardennen. Daar doet Babs Bob een aanzoek, zij wil graag met hem trouwen en samen kinderen met hem krijgen. Omdat Bob er nog niet klaar voor is en zich niet wil binden, wijst hij haar huwelijksaanzoek af. De reden hiervoor is zijn moeilijke jeugd, hij heeft slechte ervaringen met mensen die een huwelijksverbinding zijn aangegaan (zijn ouders) en is bang dat zijn relatie met Babs op precies dezelfde zaken zal uitdraaien (alleen maar geroep en getier). Hierop keert Babs alleen terug naar België. Toen Bob na een tijdje ook terugkwam (aan het begin van seizoen 4), maakten de twee constant ruzie op het werk en in het bijzijn van de patiënten. Nadat ze bij Luc op het matje geroepen werden, werd Bob overgeplaatst naar het St. Elisabeth, op staande voet en verdwijnt hij uit beeld. Bob en Babs hadden het hier beiden zeer moeilijk mee.
In seizoen 5 keert hij terug in het team van Luc Gijsbrecht vanwege een dringend tekort aan verplegend personeel. Wanneer hij Babs' leven redt in de riolen onder Antwerpen, zijn de haatgevoelens tussen hen verleden tijd. Meer zelfs, Babs wordt weer heimelijk verliefd op hem. Uiteindelijk vraagt dit keer Bob Babs ten huwelijk en zegt ze "ja". Binnen een paar maanden zouden ze gaan trouwen.
Dan wordt Babs in seizoen 6 een belangrijke stageplek in Italië aangeboden. De bruiloft wordt tijdelijk uitgesteld en Babs belooft Bob dat ze zo snel mogelijk zullen gaan trouwen, als ze eenmaal is teruggekeerd van haar stage. Bob kan haar niet missen en wil haar achterna reizen, maar krijgt daar van diensthoofd Luc Gijsbrecht geen toestemming voor door het tekort aan verplegend personeel. Toch lukt het hem uiteindelijk door in Lucs afwezigheid dokter Kathy Pieters hetzelfde te vragen, van wie hij uiteindelijk wel toestemming krijgt. Als Luc hier later achter komt, is hij zeer ontstemd. Een paar weken later is het dan eindelijk zo ver: de terugkeer van Babs. Bob is zeer verheugd en loopt de hele dag al op wolkjes. Als ze echter maar niet komt opdagen, wordt hij zeer ongerust. Uiteindelijk krijgt Luc een telefoontje met zeer slecht nieuws: Babs is in Italië verongelukt bij een auto-ongeluk op weg van het hotel naar de luchthaven. Hij kan dit verlies haast niet verwerken en heeft het er zeer moeilijk mee. Door de hulp van baliebediende Vanessa en Babs' jeugdvriendin Ilse De Winne lukt het Bob met de dood van Babs om te gaan. Het zal hem echter nog lang achtervolgen en Bob zal de jaren daarna nooit meer echt de speelse en vrolijke man worden zoals tijdens zijn periode met Babs.
In datzelfde seizoen wordt Bob weer verliefd, nu op de nieuwe verpleegster Britt De Poorter. Na verloop trouwen ze en verwachten ze zelfs een kind. Omdat Britt door haar zwangerschap geen zin meer heeft in seks, begint Bob een affaire met dokter Ellen Van Poel. Wanneer Britt hierachter komt, verbreekt ze hun relatie en verbiedt ze hem nadien hun kind te zien. Wanneer blijkt dat hij ook voor de sletterige Ellen niets meer betekent, zit hij in zak en as en loopt hij weken als een zombie rond. De collega's, vooral Bea Goossens en Karel Staelens, wijzen hem er meermaals op dat het bedriegen en laten zitten van een zwangere vrouw van weinig respect betuigt en dat bemoeilijkt hun onderlinge relatie binnen het team. Daar zit Bob ook mee in zijn hoofd.
In seizoen 9 studeert hij voor de functie van hoofdverpleger en na een weg vol hindernissen door onder andere Marijke Willems overleeft hij het mondeling examen en wordt hij de nieuwe hoofdverpleger in het spoedteam.

### Vertrek
Bob nam ontslag tussen reeks 9 en 10. Ondanks zijn nieuwe functie van hoofdverpleger die hij nog maar net had bekomen, had Bob tijd nodig om zijn stukgelopen relatie Britt en het feit dat hij zijn kind niet mocht zien te verwerken. De exacte reden van zijn vertrek is nooit geheel duidelijk geworden, al mogen we aannemen dat hij geen plezier meer had om te werken in het spoedteam, in het bijzonder met dokter Ellen Van Poel.

## Familie
- Britt De Poorter (ex-partner)
- † Barbara Dufour (partner tot haar dood)
- Onbekend kind (kind met Britt)